# Trent Falls
Trent Falls er navnet på sammenløbet mellem floderne Ouse og Trent, som danner æstuariet Humber i Yorkshire i England.
Det er ikke let at manøvrere et fartøj forbi Trent Falls, selvom der er installeret et mini-fyr (kaldet "Apex Light") og andre hjælpemidler for at hjælpe skibsførerne. Vandstrømmene er hurtige, og skifter retning og styrke under de forskellige faser af tidevandet, specielt ved springflod, og der er en tidevandsbølge på Trent (kaldet "Trent Aegir"). Både, som kommer ned ad den ene flod ved faldende tidevand, må ofte vente i timevis, nogen gange strandet på sandbanker, og nogen gange over natten, til tidevandet kommer og floden kan bære dem op ad den anden flod.
Fuglereservatet Blacktoft Sands ligger ved Trent Falls.
53°42′02″N 00°41′28″V / 53.70056°N 0.69111°V